# Lazare Carnot
Lazare Nicolas Marguerite, Hầu tước Carnot (1753-1823) là nhà toán học, kỹ sư, chính trị gia, nhà chỉ huy quân sự người Pháp. Ông là cha của Nicolas Léonard Sadi Carnot và Hippolyte Carnot, cụ của Marie François Sadi Carnot. Lazare Carnot là người đưa ra định lý Carnot, trong đó ông phát biểu rằng tổng các khoảng cách từ tâm của đường tròn ngoại tiếp một tam giác nhọn đến các cạnh của tam giác đó bằng tổng các bán kính của đường tròn ngoại tiếp và đường tròn nội tiếp tam giác đó.